# البربرة (جحانة)

تعديل مصدري - تعديل

البربرة هي إحدى قرى عزلة حضر بمديرية جحانة التابعة لمحافظة صنعاء، بلغ تعداد سكانها 533 نسمة حسب تعداد اليمن لعام 2004.